# Paul Gerhardt
Paul Gerhardt (Gräfenhainichen, 12 marzo 1607 – Lübben, 27 maggio 1676) è stato un poeta tedesco.
Famoso soprattutto per aver scritto numerosi inni luterani.

## Biografia
Nacque in una famiglia appartenente al ceto medio.
Aderente alla religione luterana, effettuò studi teologici presso l'Università di Wittenberg, dove fu molto influenzato dagli insegnanti Paul Rober e Jacob Martini.
Divenne pastore all'età di 44 anni.
Durante la Guerra dei trent'anni si trasferì a Berlino, dove lavorò come tutore in una famiglia di avvocati.
Si dimostrò molto deciso nell'opposizione al granduca Federico Guglielmo, che proponeva una riconciliazione delle Chiese.
Questa suo atteggiamento deciso sorprese, perché nei suoi lavori poetici mancava lo spirito eroico caratteristico di Lutero. Le sue opere evidenziarono, invece, un cristianesimo del cuore e prettamente individuale.
Alcuni dei suoi Inni sono considerati tra i più noti di tutta l'innografia luterana.
Famosi sono, ad esempio, O Haupt voll Blut und Wunden, (noto anche in italiano con il titolo "Signore dolce volto"), magistralmente armonizzato da Johann Sebastian Bach nella sua Passione secondo Matteo, e Ich steh an deiner Krippen hier. 
I suoi Inni si caratterizzarono per un sentimento di grande intimità, con un contatto immediato con Dio in un rapporto di fiducia. La sua lirica si rivelò semplice e serena e sotto un certo punto di vista anticipò il Pietismo.
La figura di Gerhardt è commemorata il 26 ottobre nel calendario luterano.